# Hematotestikulární bariéra
Hematotestikulární bariéra (Blood-testis barrier, zkracováno jako BTB) je fyzická bariéra mezi krevními cévami a semenotvornými kanálky varlat živočichů. Strukturně je bariéra tvořena několika typy buněčných spojů mezi sousedícími Sertoliho buňkami. Dalším užívaným názvem této struktury je Sertoliho buněčná bariéra (Sertoli cell barrier), která lépe vystihuje lokalizaci bariéry. Hematotestikulární bariéra se totiž netvoří mezi celým orgánem a krví, ale mezi sousedícími Sertoliho buňkami. Izoluje pokročilá stádia zárodečných buněk od intersticiálního prostoru, který obsahuje krom krevního řečiště i Leydigovy buňky produkující testosteron a lymfatické cévy.

## Struktura
Hematotestikulární bariéra je složitý komplex buněčných spojů, který vytváří nepropustnou bariéru v paracelulárním prostoru mezi sousedícími Sertoliho buňkami. Jednotlivými komponentami jsou těsné spoje (tight junctions), speciální typ adhezních spojů zvaný basální ektoplasmatické specializace, dále desmosomy a vodivé spoje. Tyto buněčné komponenty jsou v přímém napojení na cytoskelet Sertoliho buňky. Nahloučení buněčných spojů na membránách Sertoliho buněk, které vytváří hematotestikulární bariéru, je unikátní strukturou, kterou nelze najít nikde jinde v těle živočichů.

## Funkce
Hematotestikulární bariéra se nachází na bázi semenotvorného kanálku, čímž rozděluje kanálek na dva kompartmenty, na vnitřní, takzvaný adluminální kompartment, chráněný za bariérou, a na vnější, bazální kompartment. Hlavním cílem hematotestikulární bariéry je izolovat adluminální kompartment od intersticiálního prostoru, zároveň tím chránit zrající zárodečné buňky nacházející se v tomto kompartmentu a tím zachovávat v těle funkční spermatogenezi a spermiogenezi. Tento cíl je dosažen kooperací mezi základními třemi funkcemi hematotestikulární bariéry – funkcí fyzikální, fyziologickou a imunonologickou.

### Fyzikální a fyziologická funkce hematotestikulární bariéry
Funkce fyzická a fyziologická spočívají v kontrole pohybu makromolekul přes bariéru. Hematotestikulární bariéra je považována za jednu z nejtěsnějších struktur v těle živočichů, zabraňuje prostupu buněk, hormonů, nutrientů, molekul vody, a dokonce i iontů přes bariéru. To má za následek nejenom odlišné složení tekutiny uvnitř kanálků oproti tekutině intersticiálního prostoru, ale i ochranu před toxickými látkami, kterou bariéra zajišťuje. Zároveň bariéra selektivně propouští některé makrokolekuly díky specifickým přenašečům na membráně Sertoliho buněk.

### Imunologická funkce
Imunologická funkce hematotestikulární bariéry spočívá v ochraně pokročilých stádií zárodečných buněk v adluminálním kompartmentu před leukocyty a protilátkami přicházejících z krevního řečiště. Zárodečné buňky jsou totiž imunogenní z toho důvodu, že spermatogeneze se v samcích zahajuje až po ustanovení centrální tolerance, a pokud by zárodečné buňky nebyly chráněny před složkami imunitního systému, byly by jimi eliminovány. Proto je imunologická funkce hematotestikulární bariéry esenciální pro zachování spermatogeneze.
Hematotestikulární bariéra je jeden z principů, které udržují imunologické privilegium ve varlatech. Bariéra spolu s lokálními imunomodulačními mechanismy udržuje ve varlatech prostředí, které se vyznačuje tolerancí antigenů a celkovou imunosupresí, což předchází škodlivé reakci imunitního systému. Pokud je hematotestikulární bariéra nebo její regulace narušena, může docházet ke ztrátě chráněného prostředí a ve varleti vznikne zánět, tzv. orchitida.
K funkci hematotestikulární bariéry přispívají navíc myoidní buňky, které mezi sebou tvoří těsné spoje. Tyto buňky přiléhají k jednotlivým semenotvorným kanálkům v jedné nebo i v několika vrstvách a tak vytváří jakýsi hrubý filtr pomáhající izolovat zárodečné buňky od krevní cirkulace.

## Regulace
Hlavní rolí hematotestikulární bariéry sice je přísně udržovat chráněné prostředí pro vyvíjející se spermie, nicméně musí být zároveň regulována tak, aby mohla propustit zárodečné buňky z bazálního kompartmentu do chráněného adluminálního kompartmentu za bariérou. Počáteční fáze spermatogeneze probíhají v bazálním kompartmentu, kde ze spermatogonií vznikají spermatocyty, ty poté regulovaně přechází přes bariéru do adluminálního kompartmentu a zde pokračují zráním do stádia spermií. Aby nebyla narušena funkce hematotestikulární bariéry, je pro přechod spermatocytu vytvořen přechodný třetí kompartment ohraničený dvěma bariérami. Jakmile před spermatocytem zaniká stará hematotestikulární bariéra, za ním se tvoří nová hematotestikulární bariéra z recyklovaných komponent buněčných spojů. Situaci si lze představit jako nemocniční pokoj, kterému předchází dvoudvéřová předsíň, aby se co nejvíce zamezilo přenosu infekce.
Sertoliho buňky hrají v této regulaci ústřední roli, provádí internalizaci staré hematotestikulární bariéry. Zároveň také pohlcené komponenty buněčných spojů degradují nebo naopak recyklují a posílají zpět na membránu, kde tvoří novou hematotestikulární bariéru. Pokud jsou tyto buněčné procesy správně regulovány a synchronizovány, je integrita hematotestikulární bariéry udržena. Mnoho faktorů (např. testosteron, estradiol, TGFß, TNFα, IL1α a další lokální autokrinní faktory) ovlivňuje tyto buněčné procesy a tím i integritu hematotestikulární bariéry.

## Vývoj
V rámci vývoje varlete se v plodu vytvářejí nejdříve semenotvorné kanálky složené ze Sertoliho buněk a zárodečných buněk. Buněčné spoje mezi Sertoliho buňkami tvořící hematotestikulární bariéru se v myším modelu tvoří přibližně od 15. do 20. dne postnatálního vývoje.